# Варшавский, Натан Менделевич
Натан Михайлович (Менделевич) Варшавский (1908, Керчь, Таврическая губерния — 1 января 1994, Санкт-Петербург) — советский инженер-радиотехник, специалист в области приёмной телевизионной техники, один из создателей первого массового телевизора «КВН-49» (1949). Почётный радист СССР (1946).

## Биография
Родился в 1908 году в Керчи, в еврейской семье: отец, Мендель Варшавский (1878—1944), был ашкеназского происхождения; мать — Эсфирь Насановна Пейсах, крымчачка. Две сестры: Екатерина (1911—1983) и Регина (род. 1914). Две дочери: Кира (род. 1940) и Александра (род. 1951) проживают в Израиле в городе Ашкелон.
В 1936 году окончил Ленинградский электротехнический институт (заочно). С 1936 года работал в ИРПА. В 1937 году стажировался на фирме RCA (США).
В 1939 году переехал в Ленинград, где работал инженером в НИИ-380 (позднее переименован во Всесоюзный научно-исследовательский институт телевидения).
Умер 1 января 1994 года в Санкт-Петербурге.

### КВН-49
С 1948 года группа инженеров, в которую входил Натан Варшавский, занималась разработкой первого массового отечественного телевизора КВН-49. Разработка первых телевизоров на 625 строк проводилась во ВНИИТ (Ленинград) и координировали её М. Н. Товбин, В. А. Клибсон и главный инженер института А. В. Дубинин. В течение 1946—1948 годов группа инженеров в составе В. К. Кенигсона, Н. М. Варшавского и И. А. Николаевского при активном участии А. В. Дубинина создала телевизор КВН, аббревиатура которого была составлена из первых букв фамилий его основных конструкторов. В дальнейшем этот телевизор получил наименование КВН-49.
7 ноября 1948 года Московский телецентр приступил к регулярному телевизионному вещанию по новому стандарту разложения изображения на 625 строк, который в дальнейшем был принят и в большинстве европейских стран.
Похоронен на Богословском кладбище Санкт-Петербурга.